# Lund (commune de Gävle)
Pour les articles homonymes, voir Lund.
Lund est une localité de Suède dans la commune de Gävle située dans le comté de Gävleborg.
En 2019, sa population était de 467 habitants.